# Сектор Янискоски — Нискакоски

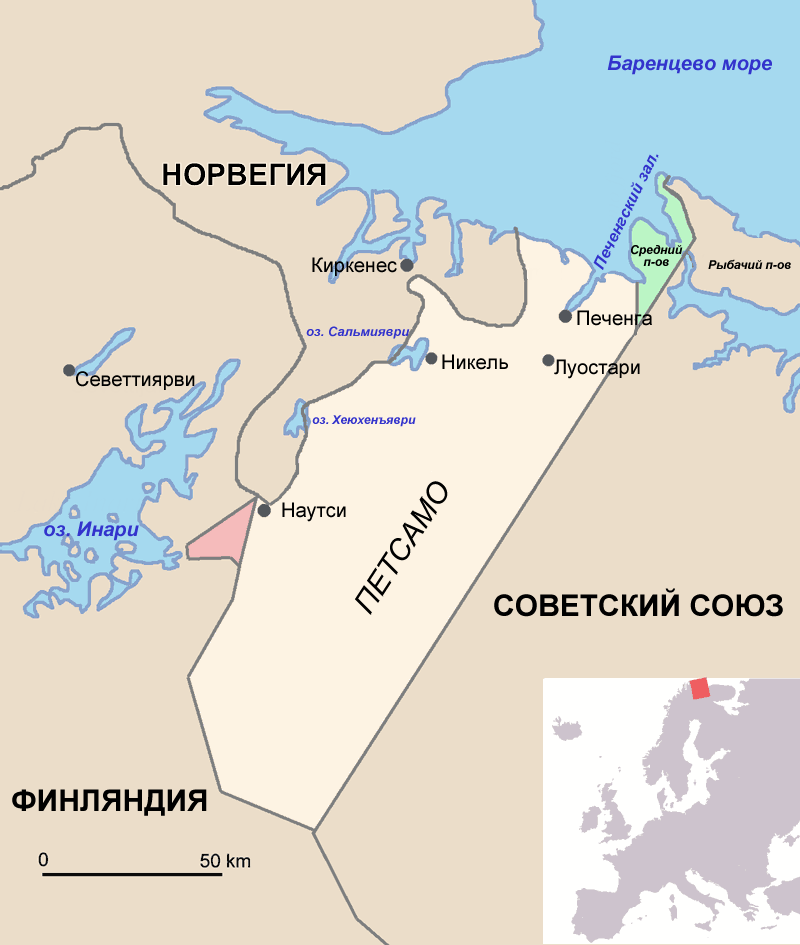
Розовым цветом — участок, выкупленный Советским Союзом

Сектор Янискоски — Нискакоски — территория площадью 176 км², выкупленная СССР у Финляндии и присоединённая к Мурманской области РСФСР 3 февраля 1947 годa. Целью покупки было создание на территории каскада плотин ГЭС для обеспечения электроэнергией богатых никелем месторождений района Печенги, вошедшего в состав СССР в 1944 году после советско-финской войны.

## Местоположение
Сектор Янискоски — Нискакоски расположен в западной части Петсамо недалеко от озера Инари. Территория имеет площадь 176 км² и включает в себя район гидроэлектростанции Янискоски и регулирующей плотины Нискакоски на реке Патсойоки. На момент покупки постоянное население в этом треугольном по форме секторе отсутствовало. Ближайшим финским населённым пунктом к сектору является посёлок Неллим, российским — Раякоски. Населённый пункт Наутси, в котором фашисты устроили лагерь для советских военнопленных, работавших над транзитным аэропортом для перелётов из Германии в Японию, отошёл к СССР в 1944 году, но был заброшен и официально расформирован Мурманской областью в 1963 году, войдя в погранзону СССР.
Согласно приложению к договору о передаче этой территории СССР граница проходит в северо-западном направлении до точки с координатами 68°53′02″ с. ш. 28°40′00″ в. д., далее следует на запад к точке 68°53′01″ с. ш. 28°28′04″ в. д.. На северо-западе граница выходит за пределы Патсойоки и от точки 68°54′09″ с. ш. 28°25′02″ в. д. движется на северо-восток до точки 68°55′08″ с. ш. 28°30′00″ в. д., затем по прямой доходит до места схождения границ СССР, Норвегии и Финляндии.

## История
По договору, подписанному в Хельсинки 3 февраля 1947 года уполномоченным от Президиума Верховного Совета СССР П. Н. Кумыкиным и уполномоченными финским президентом Ууно Такки и Сакари Туомиоя, сектор Янискоски — Нискакоски перешёл в собственность СССР. За территорию и находящиеся на ней здания и сооружения Советским Союзом было выплачено семьсот миллионов финских марок.. Та легкость, c которой Финляндия пошла на продажу земли, объяснялась просто: местную инфраструктуру ГЭС в 1944 году взорвали отступающие немецко-фашистские войска. СССР согласился выкупить разрушенную территорию и при этом нанял для восстановления ту же самую финскую фирму «Иматран Войма», которая строила их и до войны. Дополнительно данная фирма построила и проектировала для СССР ещё две ГЭС на реке Паз. Финансировали стройку тоже финны за счет денежных средств Германии, вложенных в банки Финляндии и переданных после войны в пользу СССР.

## Экономическое развитие
В апреле 1950 года ГЭС Янискоски была восстановлена и начала подавать электроэнергию возрожденному после войны комбинату «Печенганикель». Кстати, и сама станция входила тогда в состав комбината.
Той же финской фирмой, но уже по контракту с министерством энергетики СССР, в 1955 году была построена ГЭС Раякоски. Фирма спроектировала и построила поселок Янискоски и часть поселка Раякоски с клубом и первым зданием школы.
Через 4 года была пущена в эксплуатацию Кайтакоски ГЭС — самая маломощная на Каскаде, два её гидроагрегата имеют суммарную мощность 11,2 МВт, она является самой верхней в Каскаде Пазских ГЭС, фактически она подпирает озеро Инари и в основном используется в качестве регулирующей ГЭС Каскада.

## Топографические карты
- Лист карты R-35-XXIX,XXX Раякоски. Масштаб: 1 : 200 000. Указать дату выпуска/состояния местности.